# Сонкор
Сонко́р (перс. سنقر‎) — город на западе Ирана, в провинции Керманшах. Административный центр шахрестана Сонкор.
На 2006 год население составляло 43 184 человека; в национальном составе преобладают кызылбаши и курды, в конфессиональном — мусульмане-шииты.
| 1986   | 1991   | 1996   | 2006   | 2011   |
| ------ | ------ | ------ | ------ | ------ |
| 33 782 | 37 772 | 40 848 | 43 184 | 44 242 |

## География
Город находится на северо-востоке Керманшаха, в горной местности западного Загроса, на высоте 1 732 метров над уровнем моря.
Сонкор расположен на расстоянии приблизительно 60 километров к северо-востоку от Керманшаха, административного центра провинции и на расстоянии 340 километров к юго-западу от Тегерана, столицы страны.

## Достопримечательности
В Сонкоре расположена башня-гробница Goor Dakhmeh Darband, относящаяся к эпохе Мидийского царства.
В 10 километрах к югу от города находится гора Далахани (3350 м), один из наиболее высоких пиков Загроса.
Между городами Сонкор и Бисотун, находятся руины крепости, относящиеся к периоду правления династии Сасанидов.